# アーデルハイト・ハプスブルク＝ロートリンゲン
アーデルハイト・フォン・ハプスブルク＝ロートリンゲン（ドイツ語: Adelheid von Habsburg-Lothringen, 1914年1月3日 - 1971年10月2日）は、オーストリア＝ハンガリー帝国の皇族。最後のオーストリア皇帝カール1世と皇后ツィタ（出生当時は大公・大公妃）の長女。

## 生涯

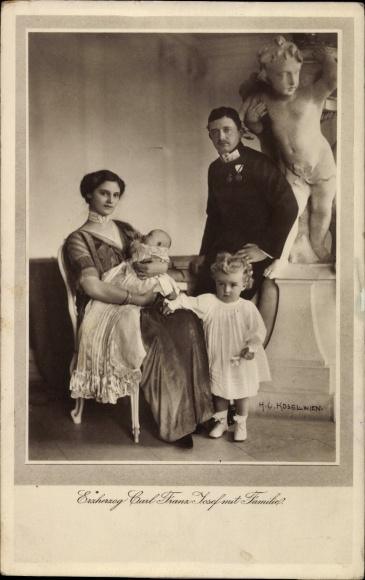
母のツィタ大公妃に抱かれるアーデルハイト、隣に父カール大公と兄オットー（1914年）

1914年1月3日、ヘッツェンドルフ宮殿で誕生した。オーストリア大公カールと妃のパルマ公女ツィタ夫妻の第二子・長女である。母ツィタは当時心臓を患っていたため、出産は簡単にはいかなかったという。1914年1月7日にウィーン大司教フリードリヒ・グスタフ・ピッフルによって洗礼を受けた。洗礼名はアーデルハイト・マリア・ヨーゼファ・シクスタ・アントニア・ロベルタ・オットーニア・ツィタ・シャルロッテ・ルイーゼ・インマクラータ・ピア・テレジア・ベアトリクス・フランツィスカ・イザベラ・ヘンリエッテ・マクシミリアーナ・ゲノフェファ・イグナツィア・マルクス・ダヴィアノ（Adelheid Maria Josepha Sixta Antonia Roberta Ottonia Zita Charlotte Louise Immaculata Pia Theresia Beatrix Franziska Isabella Henriette Maximiliana Genovefa Ignazia Marcus d’Aviano）。代父母には父方の祖母のオーストリア大公妃マリア・ヨーゼファと母の弟のパルマ公子シクストゥスが立てられた。誕生から半年後には第一次世界大戦が勃発している。 

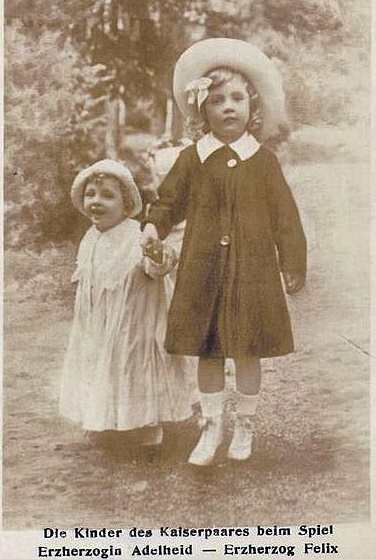
子どもの頃のアーデルハイトと弟フェリックス（1918年）

1916年11月21日、曾祖父の兄にあたる皇帝フランツ・ヨーゼフ1世が亡くなり、父カールがオーストリア皇帝およびハンガリー国王になった。大戦中、アーデルハイトはしばしば父カール1世と兄の皇太子オットーに同行してオーストリア軍の視察旅行に行っていた。 
1918年、オーストリア＝ハンガリー帝国の敗北により父カール1世は国政への関与を放棄せざるを得なくなり、その後帝国は瓦解してオーストリアとハンガリーにはそれぞれ共和国が成立した。アーデルハイトは4歳で両親らとともに皇族の身分を喪失することとなった。1919年、最初に家族でスイスに亡命し、最終的にマデイラ島に移った。 
1922年3月9日、アーデルハイトと兄オットーはカール1世と一緒に弟カール・ルートヴィヒの誕生日プレゼントのおもちゃを買いに町に出かけ、帰り道に霧が出る中を家に戻りカール1世は風邪をひいた。カール1世はこれが原因で肺炎を発症し、4月1日に亡くなった。 
1933年12月、アーデルハイトはブダペストから電車でウィーンに入り、共和国の成立以降、家族の中で初めてウィーンの地に足を踏み入れた人物となった。彼女はルーヴェン・カトリック大学に通い、1938年に博士号を取った。
第二次世界大戦中にナチス・ドイツの手から逃れ家族とアメリカ合衆国へ亡命した時には、フォーダム大学で社会学を学び、在学中に「君主制社会についての考察」と題した論文を書いた。兄のオットーは「アーデルハイトは兄弟の中で一番優秀な学生でしたし、家族の中で最もよく勉強する人でした」と述べている。戦後ヨーロッパに戻った。 
1971年10月2日、彼女以外の兄弟はみな健康で、母ツィタすらまだ存命であったが、アーデルハイトは彼らに先立って重篤なリウマチによって西ドイツのバイエルン州ペッキングで死去した。生涯未婚で子どもはいなかった。インスブルック付近のトゥルフェスに墓地がある。